# Jean Clouet

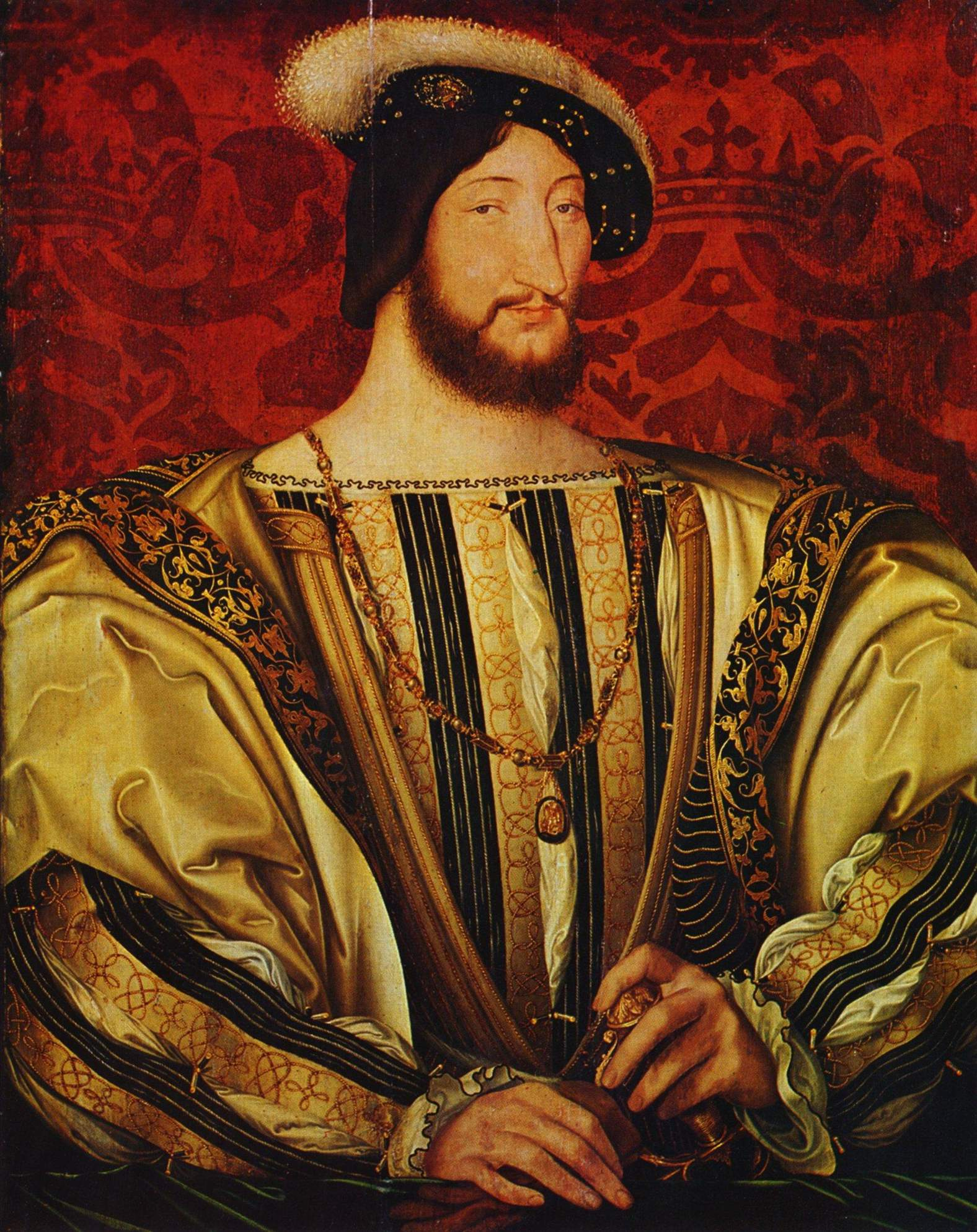
Jean Clouet: Retrato de Francisco I, hacia 1525, óleo sobre tabla, 96 x 74 cm, Museo del Louvre, París.

Jean (o Janet) Clouet (Bruselas, 1480 -Paris,  1541) fue un miniaturista y pintor que desarrolló su labor en Francia durante el Renacimiento. Fue el padre de François Clouet.

## Biografía
Clouet nació probablemente en Bruselas. La primera mención al artista en la corte francesa está documentada en 1516, en el segundo año del reinado de Francisco I. Al parecer, su verdadero nombre era Clowet, afrancesándolo tras su estancia durante varios años en Tours. Fue en esa ciudad donde se casó con la hija de un joyero. En 1529 está documentada su presencia en París. Su hermano, conocido como Clouet de Navarra, estuvo al servicio de Margarita de Angulema, hermana de Francisco I.
Jean Clouet pintó el retrato del conocido científico Oronce Finé en 1530, cuando el retratado tenía treinta y seis años. Lamentablemente, la obra ha desaparecido. Sin embargo el retrato más famoso del pintor es el que realizó del monarca y que se puede contemplar en el Louvre.
- Datos: Q378800
- Multimedia: Jean Clouet / Q378800